# Hörfolge
Eine Hörfolge bezeichnet eine frühe Form der literarisch-künstlerischen Hörfunksendung und eine musikalisch-literarische Darbietungsform im Bereich der klassischen Musik.

## Hörfunk
Im Hörfunk wurde der Begriff „Hörfolge“ bis in die 1950er/1960er-Jahre verwendet. Er benennt eine frühe Form des Features, aber auch des Hörspiels. Die Dauer dieser Sendungen lag meist bei etwa einer halben Stunde.
Ursprünglich stammt der Begriff „Hörfolge“ von Friedrich Bischoff, der als Literarischer Leiter, Dramaturg und Redaktionsleiter (1925–1929) der Schlesischen Funkstunde und später als Intendant (1929–1933) maßgebliche Richtlinien für eine Dramaturgie des Hörspiels entwickelte und im Zuge dessen auch die Hörfunksendung literarischen und künstlerischen Inhalts als „Hörfolge“ neu definierte. Die Funktionalität seiner Hörfolgentheorie stellte Bischoff Ende der 1920er-Jahre mit der erfolgreichen Sendung von Song unter Beweis.
Axel Eggebrecht nannte 1945 zehn Voraussetzungen für das Schreiben einer Hörfolge: engagierte Kenntnis des Themas, lebendige Gesinnung, gute deutsche Sprache, Unterscheidungswille zum Hörspiel – „eine Hörfolge ist kein Kleindrama, sondern dramaturgisch erzählte Epik“, äußerste Beschränkung der Dialoge. Als sechstes nannte Eggebrecht die Nutzung anderer Möglichkeiten, Spannung und Auflockerung zu erzielen:
a) Ein gedrängter, ja gehetzter Sprachstil kann selbst ein gewichtiges Thema überraschend beleben.
b) Das Präsens (in der reinen Epik von zweifelhaftem Wert) ist häufig die gegebene Zeitform für die Grammatik des Feature-Schreibers.
c) Möglichst keine erfundenen Gespräche berühmter Leute! (…) Idealforderung: Dialoge und Äußerung eines Großen nur aus dessen Werken, Briefen und überlieferten Gesprächen nehmen!
d) Kommentar und Polemik nicht in den Mund der „Helden“ legen.: Sondern Äußerungen unbedeutender Zeitgenossen bringen: Marktfrau, Portier, Pamphlet, erfundene Briefe, Zeitungsartikel, Gespräche mit Dritten. (…)
e) Ein wichtiger Punkt: Hörfolgen sollten von vornherein in zwei oder drei ganz verschiedenen Stilen geschrieben werden. Tatsachenbericht und Lebensdaten – Seelenzustand – Landschaft und Umwelt: jedesmal ein anderer Stil (…).
Des Weiteren sollten geeignete Gegenstände der Hörfolge gewählt werden; Künstlerpersönlichkeiten seien nie nur aufgrund ihrer Bedeutung geeignet. Gleiches gelte für die Beschreibung von Kunstwerken in Hörfolgen: die Geschichte, die über es erzählt werden kann, sei maßgeblich. Die Hörfolge sollte dabei jedoch stets, so Eggebrechts neunter Punkt, nur Schlaglichter setzten; sie seien nicht in der Lage, zum Beispiel vollständige Biographien zu ersetzen. Zuletzt gibt Eggebrecht an, eine gute Hörfolge benötige gewöhnlich nicht mehr als zehn bis zwölf Unterteilungen.

## Kammermusik
In der Musik entwickelte später der Opernsänger Willy Rosenau die Hörfolge als Aufführungsform, die in der Lage ist, mittels geschickter Verbindung von Musik und Text verschiedenste Themen – z. B. Lebensgeschichten berühmter Schriftsteller und Musiker, Städte- und Landschaftsbilder, aber auch literarische Werke – für musikalische Abende mit kleiner Besetzung (1 Sprecher, 1 Sänger, 1 Pianist) aufzubereiten, weiter. Rosenau sah „seine“ Hörfolge als kammermusikalische Einheit, die nicht durch Applaus unterbrochen werden durfte.